# Codegewinn
Der Codegewinn {\displaystyle C} (in dB), auch Codierungsgewinn, beschreibt in der Codierungstheorie die Differenz der benötigten Bitenergien, jeweils im Verhältnis zur spektralen Rauschleistungsdichte, zwischen einer uncodierten und codierten Nachricht, um die gleiche Bitfehlerrate zu erreichen. Die uncodierte Nachricht stellt die Referenz dar, mit der die codierende Nachricht verglichen wird:
{\displaystyle C=\left.{\frac {E_{b}}{N_{0}}}\right|_{\mathrm {uncodiert} }-\left.{\frac {E_{b}}{N_{0}}}\right|_{\mathrm {codiert} }}
mit
- dem Verhältnis von Bitenergie zu Rauschleistungsdichte {\displaystyle {\frac {E_{b}}{N_{0}}}}
  - der für ein Informationsbit aufgewendeten Energie Eb; diese Bitenergie ist normiert und berücksichtigt, dass bei der codierten Übertragung redundante Bits übertragen werden.
  - der spektralen Rauschleistungsdichte N0.

Die Codierung einer Nachricht wird in diesem Kontext immer durch die Kanalcodierung bewerkstelligt, welche die Aufgabe hat, durch Hinzufügen redundanter Information mehr Sicherheit vor z. B. Übertragungs- oder Speicherfehlern zu gewährleisten. Fehlerursachen können dabei Störungen sein, wie sie z. B. durch Rauschen ausgelöst werden.